# Farhampton
《Farhampton》是喜剧老爸老妈的浪漫史第八季的第一集，全剧第161集。这一集的标题根据这集内容是一个铁路车站，泰德将在这里第一次遇到未来的妻子，这个名字是剧组创造的，现实中不存在。

## 剧情
泰德在一个叫Farhampton的地方看着书，一名老奶奶看出他参加了婚礼于是询问，是的泰德回忆起婚礼，在婚礼的更衣室罗宾表示很紧张想从窗户爬出去，使得泰德想到在该窗户以前发生的事情，于是故事紧接上季泰德和维多利亚的故事，泰德将维多利亚的纸条放到现场的时候发现维多利亚的未婚夫克劳斯也想逃婚；另一方面照顾孩子很累导致莉莉把巴尼和罗宾约过会的事告诉奎恩，另外罗宾得知巴尼销毁了一切他们之间的东西，虽然最后罗宾把尼克教过来让奎恩不用担心但是罗宾对巴尼将一切痕迹销毁感到很伤心，见此巴尼告诉罗宾一个地址给了一把钥匙那里放着巴尼和罗宾的一切东西；另外一方面泰德到一个叫Farhampton的地方找到克劳斯表示想知道克劳斯为何放弃维多利亚，这时未来的泰德暗示虽然不知道何时但是知道在何地会遇到自己的真命天女，这个地方就是Farhampton，在泰德和老奶奶说完婚礼的事后独自看书，这时候从出租车出来了一个女子撑着小黄伞拿着吉他到Farhampton，可以看到Farhampton是一个火车站。

## 插曲
- Band of Horses - The Funeral

## 巴尼的博客
在博客提供了一个在电话里钓妹子的剧本。

## 文化参考
- 在得知Klaus的妹妹Uta在莱比锡当过摔跤手后泰德形容她是巨人安德烈。
- 最后一幕，泰德在看他最喜欢的一本书霍乱时期的爱情时撑着小黄伞的老妈进入车站。

## 反响
Donna Bowman在影音俱乐部上给这集B的评价。
Max Nicholson在IGN上给这集评6/10分。
TV Fanatic给这集4星的评分，满分5星。